# Krauschwitz, Burgenland
Krauschwitz là một đô thị thuộc huyện Burgenland, bang Sachsen-Anhalt, Đức. Đô thị Krauschwitz, Burgenland có diện tích 12,39 km², dân số thời điểm ngày 31 tháng 12 năm 2006 là 607 người.